# 橙色疣舟蛛
橙色疣舟蛛（学名：Nematogmus sanguinolentus）为皿蛛科疣舟蛛属的动物。分布于欧洲、俄罗斯、日本以及中国大陆的北京、吉林、辽宁、浙江、四川、新疆、湖北等地，多生活于草丛。该物种的模式产地在欧洲。